# Roberto Mières
Roberto Mières (Mar del Plata, Argentina, 3 de dezembro de 1924 – Punta del Este, 26 de janeiro de 2012) foi um automobilista e atleta olímpico argentino.
Mières participou de 17 Grandes Prêmios de Fórmula 1 entre 1953 e 1955. Seus melhores resultados foram os quartos lugares na Suíça e na Espanha em 1954 e na Holanda em 1955. Defendeu, também, as cores da Argentina na prova de Iatismo dos Jogos Olímpicos de Roma-1960, sendo, assim, um dos 7 pilotos de Formula 1 que também competiram em Jogos Olímpicos.